# AT Большой Медведицы
AT Большой Медведицы (лат. AT Ursae Majoris) — одиночная переменная звезда в созвездии Большой Медведицы на расстоянии (вычисленном из значения параллакса) приблизительно 17212 световых лет (около 5277 парсеков) от Солнца. Видимая звёздная величина звезды — от +16,5m до +15,5m.

## Характеристики
AT Большой Медведицы — пульсирующая переменная звезда типа RR Лиры (RRAB).